# Mỹ nhân kế
Mỹ nhân kế (chữ Hán: 美人計) là một trong 36 sách lược dùng trong quân sự điển hình của Trung Quốc cổ đại, nổi tiếng với tên gọi "Tam thập lục kế", xuất hiện từ thời Nam Bắc triều và tới thời nhà Minh thì được tập hợp thành sách. Nội dung sách lược này chủ yếu là dùng người đẹp để làm mê hoặc chủ tướng của đối phương dẫn đến sự trễ nải hoặc quyết sách sai lầm, từ đó nắm ưu thế để giành thắng lợi.

## Nội dung
Thời Xuân Thu, Câu Tiễn nước Việt bị Ngô vương Phù Sai đánh cho suýt mất nước. Phạm Lãi và Văn Chủng bèn hiến kế cho Câu Tiễn dâng mỹ nhân nổi tiếng của nước Việt là Tây Thi cho Phù Sai khiến Ngô vương vì đam mê tửu sắc mà bỏ bê việc chính sự, tạo thời cơ cho Câu Tiễn trả thù Ngô Phù Sai.